# Roxx Gang
Roxx Gang var ett amerikanskt glam metal/sleaze-rockband från Florida.
Sångaren Kevin Steele & gitarristen Eric Carrol bildade gruppen i Largo, Florida 1985.
Efter att ha bytt en massa medlemmar en tid så bestämde sig bandet att spela in demon Love 'Em and Leave 'Em 1987. 
1988 kom debutalbumet Things You've Never Done Before och med medlemmarna Kevin Steele - sång, Jeff Taylor - gitarr, Wade Hays - gitarr, Roby "Strychnine" Strine - bass och David James Blackshire - trummor.
Plattan var producerad av Beau Hill och sålde flera miljoner exemplar runt hela världen.
1990 kom albumet The Voodoo You Love. Soundet var typiskt sleazeigt (precis som den första).
1991 splittrades bandet. Kevin bildade sen senare en nyare version av Roxx Gang och gav ut en massa album i slutet av 1990-talet. I hans nya band ingick: Allen Brooks på gitarr, Stacy Blades & Jeff Vitolo på gitarr och Tommy Wedder på trumman.

## Medlemmar
Senaste medlemmar
- Kevin Steele – sång, munspel (1982–1991, 1992–2000)
- Jeff Vitolo – gitarr, bakgrundssång (1996–2000)
- Vinnie Granese – basgitarr, bakgrundssång (1996–2000)
- Tommy Weder – trummor, bakgrundssång (1994–2000)

Tidigare medlemmar
- Eric Carrell – gitarr (1982–1987)
- Jeff Taylor Blanchard – gitarr (1987–1991)
- Stacey Blades – gitarr (1994–1996)
- Wade Hayes – gitarr (1987–1991)
- Roby Strine – basgitarr (1987–1991, 1992–1994)
- David James Blackshire – trummor (1987–1991)
- Dallas Perkins – gitarr (1992–1994)
- Andy James – trummor (1991–1994)
- Dorian Sage – basgitarr (1994–1996)
- Pete Clauss – basgitarr (1982–1987)
- Doug Denardin – trummor (1982–1987)

## Diskografi
Studioalbum
- Things You've Never Done Before (1988)
- The Voodoo You Love (1990)
- Love'Em And Leave'Em (1997)
- Mojo Gurus (1998)
- Drinkin' T.N.T. And Smoking' Dynamite  (2000)

Singel
- "Scratch My Back" / "I Need Your Sex" (1989)

Samlingsalbum
- Old, New, Borrowed, And Blue (1998)
- Bodacious Ta Tas (2001)
- Boxx of Roxx (2011)